# Solanilla (Valdefresno)
Solanilla es una localidad española, perteneciente al municipio de Valdefresno, en la provincia de León y la comarca de La Sobarriba, en la Comunidad Autónoma de Castilla y León.
Situado al margen derecho del Arroyo de la Solanilla, afluente del Río Porma.
Los terrenos de Solanilla limitan con los de Villafeliz de la Sobarriba al norte, Represa del Condado al noreste, Moral del Condado y Villafruela del Condado al este, Secos del Condado y Santa Olaja de Porma al sureste, Navafría al sur, Villacil al suroeste y Villalboñe al noroeste.
Perteneció a la antigua Hermandad de La Sobarriba.